# Deduktion

In einer klassischen Darstellung der empirischen Sozialwissenschaften bilden Deduktion, Induktion, Theorie und Empirie zentrale Begriffe. Laut dieser vereinfachenden Übersicht werden in der Empirie Daten erhoben, aus diesen per Induktion allgemeine Sätze (Theorie) gewonnen, aus der Theorie wiederum können per Deduktion Aussagen über Einzelfälle gewonnen werden.

Die Deduktion (lateinisch deductio‚ Abführen, Fortführen, Ableitung), auch deduktive Methode oder deduktiver Schluss, ist der Prozess des Ziehens logisch zwingender Schlussfolgerungen. Eine Schlussfolgerung ist zwingend oder deduktiv gültig, wenn ihre Konklusion logisch aus den Prämissen folgt. Die Wahrheit der Prämissen (auch Annahmen, Voraussetzungen) muss daher hinreichend für die Wahrheit des deduktiv Gefolgerten (der Konklusion) sein.
In der Aristotelischen Logik wurde Deduktion traditionell zunächst nur als „Schluss vom Allgemeinen auf das Besondere“, d. h. der Vererbung der Eigenschaften, die alle Elemente einer Gruppe teilen, auf echte Untermengen und einzelne Elemente verstanden. Dem stellte Aristoteles die Induktion (Gewinnung von allgemeinen Aussagen aus der Betrachtung mehrerer Einzelfälle) und die Abduktion oder Apagoge (die Feststellung, dass bestimmte Einzelfälle unter eine gegebene oder noch zu entdeckende allgemeine Regel fallen) gegenüber. Mit der Entwicklung der modernen Logik hat sich jedoch ein Verständnis der Deduktion als formale Beziehung zwischen logischen Aussagen etabliert. Ein Schluss heißt gültig, wenn es keinen möglichen Fall gibt, in dem die Prämissen wahr und zugleich die Konklusion falsch sein kann. Die Gültigkeit der Ableitung gemäß klarer Schlussregel macht im modernen Verständnis das Wesen der Deduktion aus.
Deduktive Schlussfolgerungen werden in der Logik, der Psychologie und den Kognitionswissenschaften untersucht. Einige Theoretiker betonen in ihrer Definition den Unterschied zwischen diesen Bereichen. Nach dieser Auffassung untersucht die Psychologie das deduktive Denken als einen empirischen mentalen Prozess, d. h. sie untersucht, was passiert, wenn Menschen Schlussfolgerungen ziehen. Aber die deskriptive Frage, wie das Schlussfolgern tatsächlich abläuft, unterscheidet sich von der normativen Frage, wie es ablaufen sollte oder was korrektes deduktives Schließen ausmacht, welches von der Logik untersucht wird. Dies wird manchmal dadurch ausgedrückt, dass die Logik streng genommen nicht das deduktive Denken untersucht, sondern die deduktive Beziehung zwischen den Prämissen und einer Konklusion, die als logische Konsequenz bezeichnet wird. Diese Unterscheidung wird in der wissenschaftlichen Literatur jedoch nicht immer genau eingehalten. Ein wichtiger Aspekt dieses Unterschieds ist, dass die Logik sich nicht dafür interessiert, ob die Konklusion eines Arguments sinnvoll ist. So kann man aus der Prämisse „der Drucker hat Tinte“ die wenig hilfreiche Konklusion „der Drucker hat Tinte und der Drucker hat Tinte und der Drucker hat Tinte“ ziehen, die aus psychologischer Sicht wenig relevant ist. Stattdessen versuchen tatsächliche Denker normalerweise, redundante oder irrelevante Informationen zu entfernen und die relevanten Informationen deutlicher zu machen. Die psychologische Untersuchung des deduktiven Schließens befasst sich auch mit der Frage, wie gut Menschen darin sind, deduktive Schlüsse zu ziehen, und mit den Faktoren, die ihre Leistung bestimmen. Deduktive Schlüsse finden sich sowohl in der natürlichen Sprache als auch in formalen logischen Systemen, wie der Aussagenlogik.
Die Auseinandersetzung mit der Deduktion spielt für die Logik und die Wissenschaftstheorie des 20. Jahrhunderts eine zentrale Rolle.

## Definition und Abgrenzung
Deduktives Schließen ist der psychologische Prozess des Ziehens deduktiver Schlussfolgerungen. Eine Schlussfolgerung ist eine Reihe von Prämissen zusammen mit einer Konklusion. Dieser psychologische Prozess geht von den Prämissen aus und führt zu einer Konklusion, die auf diesen Prämissen beruht und durch sie gestützt wird. Wenn der Denkweg richtig befolgt wurde, führt dies zu einer gültigen Schlussfolgerung: Die Wahrheit der Prämissen garantiert die Wahrheit der Konklusion. Zum Beispiel ist in dem syllogistischen Argument „alle Frösche sind Reptilien; keine Katzen sind Reptilien; daher sind keine Katzen Frösche“ die Konklusion wahr, weil die beiden Prämissen wahr sind. Aber auch Argumente mit falschen Prämissen können deduktiv gültig sein, wenn sie diesem Prinzip gehorchen, wie in „alle Frösche sind Säugetiere; keine Katzen sind Säugetiere; daher sind keine Katzen Frösche“. Wenn die Prämissen eines gültigen Arguments wahr sind, dann spricht man von einem korrekten Argument.
Die Beziehung zwischen den Prämissen und der Konklusion eines deduktiven Arguments wird üblicherweise als „logische Konsequenz“ bezeichnet. Laut Alfred Tarski hat die logische Konsequenz drei wesentliche Merkmale: Sie ist notwendig, formal und a priori erkennbar. Sie ist notwendig in dem Sinne, dass die Prämissen gültiger deduktiver Argumente die Konklusion notwendig machen: Es ist unmöglich, dass die Prämissen wahr und die Konklusion falsch sind, unabhängig von allen anderen Umständen. Die logische Konsequenz ist formal in dem Sinne, dass sie nur von der Form oder der Syntax der Prämissen und der Konklusion abhängt. Dies bedeutet, dass die Gültigkeit eines bestimmten Arguments nicht vom spezifischen Inhalt dieses Arguments abhängt. Wenn es gültig ist, dann ist jedes Argument mit der gleichen logischen Form auch gültig, egal wie unterschiedlich es auf der Ebene des Inhalts ist. Die logische Konsequenz ist a priori erkennbar in dem Sinne, dass kein empirisches Wissen über die Welt erforderlich ist, um festzustellen, ob eine Schlussfolgerung gültig ist. Es ist also nicht notwendig, irgendeine Form von empirischer Untersuchung durchzuführen. Einige Logiker definieren Deduktion in Bezug auf mögliche Welten: Eine deduktive Schlussfolgerung ist dann und nur dann gültig, wenn es keine mögliche Welt gibt, in der ihre Konklusion falsch ist, während ihre Prämissen wahr sind. Dies bedeutet, dass es keine Gegenbeispiele gibt: Die Konklusion ist in all diesen Fällen wahr, nicht nur in den meisten Fällen.
Gegen diese und ähnliche Definitionen wurde eingewandt, dass sie nicht zwischen gültigen und ungültigen deduktiven Schlüssen unterscheiden, d. h. sie lassen offen, ob es ungültige deduktive Schlüsse gibt und wie sie zu definieren sind. Einige Autoren definieren deduktives Schließen in psychologischen Begriffen, um dieses Problem zu vermeiden. Laut Mark Vorobey hängt die Frage, ob ein Argument deduktiv ist, vom psychologischen Zustand der Person ab, die das Argument vorbringt: „Ein Argument ist dann und nur dann deduktiv, wenn der Autor des Arguments glaubt, dass die Wahrheit der Prämissen die Wahrheit der Konklusion notwendig macht (garantiert)“. Eine ähnliche Formulierung besagt, dass der Sprecher behauptet oder beabsichtigt, dass die Prämissen deduktive Unterstützung für ihre Konklusion bieten. Dies wird manchmal als eine sprecherbestimmte (speaker-determined) Definition der Deduktion kategorisiert, da es auch vom Sprecher abhängt, ob das fragliche Argument deduktiv ist oder nicht. Bei sprecherlosen (speakerless) Definitionen hingegen kommt es nur auf das Argument selbst an, unabhängig vom Sprecher. Ein Vorteil dieser Art von Formulierung besteht darin, dass sie es ermöglicht, zwischen guten oder gültigen und schlechten oder ungültigen deduktiven Argumenten zu unterscheiden: Das Argument ist gut, wenn der Glaube des Autors bezüglich der Beziehung zwischen den Prämissen und der Konklusion wahr ist, andernfalls ist es schlecht. Eine Folge dieses Ansatzes ist, dass deduktive Argumente nicht durch die von ihnen verwendete Schlussregel identifiziert werden können. So kann es beispielsweise vorkommen, dass ein Argument der Form Modus ponens nicht deduktiv ist, wenn die Überzeugungen des Autors hinreichend verwirrt sind. Dies bringt einen wichtigen Nachteil dieser Definition mit sich: Sie lässt sich nur schwer auf konkrete Fälle anwenden, da die Absichten des Autors in der Regel nicht explizit angegeben werden.
Deduktive Argumente unterscheiden sich von nicht-deduktiven Argumenten dadurch, dass die Wahrheit ihrer Prämissen die Wahrheit ihrer Konklusion gewährleistet. Es gibt zwei wichtige Auffassungen davon, was dies genau bedeutet. Sie werden als der syntaktische und der semantische Ansatz bezeichnet. Ob ein Argument deduktiv gültig ist, hängt laut dem syntaktischen Ansatz nur von seiner Form, Syntax oder Struktur ab. Zwei Argumente haben die gleiche Form, wenn sie das gleiche logische Vokabular in der gleichen Anordnung verwenden, auch wenn ihre Inhalte unterschiedlich sind. Zum Beispiel haben die Argumente „wenn es regnet, dann wird die Straße nass; es regnet; also wird die Straße nass“ und „wenn das Fleisch nicht gekühlt ist, wird es verderben; das Fleisch ist nicht gekühlt, also wird es verderben“ die gleiche logische Form: Sie folgen dem Modus ponens. Ihre Form kann abstrakter ausgedrückt werden als „wenn A dann B; A; also B“, um die gemeinsame Syntax explizit zu machen. Es gibt verschiedene andere gültige logische Formen oder Schlussregeln, wie den Modus tollens oder die Disjunktionseliminierung. Der syntaktische Ansatz besagt, dass ein Argument dann und nur dann deduktiv gültig ist, wenn seine Konklusion aus den Prämissen unter Verwendung einer gültigen Schlussregel abgeleitet werden kann. Eine Schwierigkeit des syntaktischen Ansatzes besteht darin, dass es in der Regel notwendig ist, das Argument in einer formalen Sprache auszudrücken, um beurteilen zu können, ob es gültig ist. Da aber das Problem der Deduktion auch für natürliche Sprachen relevant ist, bringt dies oft die Schwierigkeit mit sich, das Argument der natürlichen Sprache in eine formale Sprache zu übersetzen, was mit diversen zusätzlichen Problemen einhergeht. Eine weitere Schwierigkeit ergibt sich aus der Tatsache, dass der syntaktische Ansatz von der Unterscheidung zwischen formalen und nicht-formalen Merkmalen abhängt. Während bezüglich der paradigmatischen Fälle weitgehende Einigkeit besteht, gibt es auch verschiedene kontroverse Fälle, bei denen nicht klar ist, wie diese Unterscheidung zu treffen ist.
Der semantische Ansatz schlägt eine alternative Definition der deduktiven Gültigkeit vor. Er basiert auf der Idee, dass die Sätze, die die Prämissen und Konklusion bilden, interpretiert werden müssen, um festzustellen, ob das Argument gültig ist. Das bedeutet, dass man den in den Sätzen verwendeten Ausdrücken semantische Werte zuschreibt, wie etwa die Bezugnahme auf ein Objekt bei singulären Termen oder auf einen Wahrheitswert bei atomaren Sätzen. Der semantische Ansatz wird auch als modelltheoretischer Ansatz bezeichnet, da der als Modelltheorie bekannte Zweig der Mathematik häufig zur Interpretation dieser Sätze herangezogen wird. Normalerweise sind viele verschiedene Interpretationen möglich, z. B. ob sich ein singulärer Begriff auf ein Objekt oder auf ein anderes bezieht. Nach dem semantischen Ansatz ist ein Argument dann und nur dann deduktiv gültig, wenn es keine mögliche Interpretation gibt, bei der seine Prämissen wahr und seine Konklusion falsch sind. Einige Einwände gegen den semantischen Ansatz stützen sich auf die Behauptung, dass die Semantik einer Sprache nicht in derselben Sprache ausgedrückt werden kann, d. h. dass eine reichhaltigere Metasprache erforderlich ist. Dies würde bedeuten, dass der semantische Ansatz keine universelle Erklärung der Deduktion liefern kann, wenn Sprache als allumfassendes Medium angesehen wird.

### Schlussregeln
Deduktives Schließen geschieht normalerweise durch Anwendung von Schlussregeln. Eine Schlussregel ist eine Methode oder ein Schema, um aus einer Reihe von Prämissen eine Konklusion zu ziehen. Dies geschieht in der Regel nur auf der Grundlage der logischen Form der Prämissen. Eine Schlussregel ist gültig, wenn, falls sie auf wahre Prämissen angewandt wird, die Konklusion nicht falsch sein kann. Ein bestimmtes Argument ist gültig, wenn es einer gültigen Schlussregel folgt. Deduktive Argumente, die keiner gültigen Schlussregel folgen, werden als formale Fehlschlüsse bezeichnet: Die Wahrheit ihrer Prämissen garantiert nicht die Wahrheit ihrer Konklusion.
In manchen Fällen hängt es vom verwendeten logischen System ab, ob eine Schlussregel gültig ist. Das vorherrschende logische System ist die klassische Logik, und die hier aufgeführten Schlussregeln sind alle in der klassischen Logik gültig. Sogenannte abweichende Logiken liefern hingegen eine andere Darstellung davon, welche Schlussfolgerungen gültig sind. So wird beispielsweise die als Doppelnegationselimination bekannte Schlussregel in der klassischen Logik akzeptiert, aber in der intuitionistischen Logik abgelehnt. Diese Regel besagt, dass ein Satz, der nicht nicht wahr ist, auch wahr ist.

### Fehlschlüsse
Es wurden verschiedene formale Fehlschlüsse beschrieben. Sie sind ungültige Formen des deduktiven Schließens. Ein weiterer Aspekt von ihnen ist, dass sie oft auf den ersten Blick gültig zu sein scheinen. Sie können dadurch Menschen dazu verleiten, sie zu akzeptieren und sie selbst zu begehen. Eine Art formaler Fehlschluss besteht in der Bejahung des Folgesatzes (affirming the consequent), wie in „wenn John ein Junggeselle ist, dann ist er männlich; John ist männlich; also ist John ein Junggeselle“. Dies ähnelt der gültigen Schlussregel des Modus ponens, wobei die zweite Prämisse und die Konklusion vertauscht werden, weshalb der Schluss ungültig ist. Ein ähnlicher formaler Fehlschluss ist die Verneinung des Vordersatzes (denying the antecedent), wie in „wenn Othello ein Junggeselle ist, dann ist er männlich; Othello ist kein Junggeselle, also ist Othello nicht männlich“. Dies ähnelt der gültigen Schlussregel des Modus tollens, mit dem Unterschied, dass die zweite Prämisse und die Konklusion vertauscht sind. Andere formale Fehlschlüsse sind die Bejahung einer Disjunktion (affirming a disjunct) und die Verneinung einer Konjunktion (denying a conjunct). Ihnen allen ist gemeinsam, dass die Wahrheit ihrer Prämissen nicht die Wahrheit ihrer Konklusion sicherstellt. Aber es kann immer noch durch Zufall passieren, dass sowohl die Prämissen als auch die Konklusion eines formalen Fehlschlusses wahr sind.

### Definitorische und strategische Regeln
Schlussregeln sind definitorische Regeln: Sie bestimmen, ob ein Argument deduktiv gültig ist oder nicht. Aber Denker sind in der Regel nicht nur daran interessiert, irgendeine Art von gültigem Argument vorzubringen. Stattdessen haben sie oft einen bestimmten Punkt oder eine Konklusion, die sie beweisen oder widerlegen möchten. Ausgehend von einer Reihe von Prämissen stehen sie dann vor dem Problem, die relevanten Schlussregeln für ihre Deduktion auszuwählen, um zu ihrer beabsichtigten Konklusion zu gelangen. Diese Frage gehört zum Bereich der strategischen Regeln: die Frage, welche Schlüsse gezogen werden müssen, um die eigene Konklusion zu stützen. Die Unterscheidung zwischen definitorischen und strategischen Regeln ist nicht nur in der Logik zu finden, sondern auch in verschiedenen Spielen. Beim Schach zum Beispiel besagen die definitorischen Regeln, dass Läufer nur diagonal ziehen dürfen, während die strategischen Regeln empfehlen, dass man das Zentrum kontrollieren und seinen König schützen sollte, wenn man gewinnen will. In diesem Sinne bestimmen die definitorischen Regeln, ob man Schach spielt oder etwas anderes, während die strategischen Regeln bestimmen, ob man ein guter oder ein schlechter Schachspieler ist. Dasselbe gilt für das deduktive Denken: Um ein effektiver Denker zu sein, muss man sowohl definitorische als auch strategische Regeln beherrschen.

### Unterschied zum ampliativen Schließen
Deduktives Schließen wird normalerweise dem nicht-deduktiven oder ampliativen Schließen gegenübergestellt. Gültige deduktive Schlussfolgerungen zeichnen sich dadurch aus, dass es unmöglich ist, dass ihre Prämissen wahr und ihre Konklusion falsch sind. Auf diese Weise bieten die Prämissen die größtmögliche Unterstützung für ihre Konklusion. Die Prämissen von ampliativen Schlussfolgerungen stützen ebenfalls ihre Konklusion. Diese Unterstützung ist jedoch schwächer: Sie sind nicht unbedingt wahrheitserhaltend. Selbst bei korrekten ampliativen Argumenten ist es also möglich, dass ihre Prämissen wahr und ihre Konklusion falsch sind. Zwei wichtige Formen des ampliativen Schließens sind das induktive und das abduktive Schließen. Manchmal wird der Begriff „induktives Schließen“ in einem sehr weiten Sinne verwendet, um alle Formen des ampliativen Schließens abzudecken. In einer strengeren Verwendung ist das induktive Schließen jedoch nur eine Form des ampliativen Schließens. Induktive Schlüsse im engeren Sinne sind Formen der statistischen Verallgemeinerung. Sie beruhen in der Regel auf vielen Einzelbeobachtungen, die alle ein bestimmtes Muster aufweisen. Diese Beobachtungen werden dann verwendet, um eine Konklusion entweder über eine noch nicht beobachtete Entität oder über ein allgemeines Gesetz zu ziehen. Bei abduktiven Schlussfolgerungen unterstützen die Prämissen die Konklusion, da die Konklusion die beste Erklärung dafür ist, warum die Prämissen wahr sind.
Die Unterstützung, die ampliative Argumente für ihre Konklusion bieten, tritt in Graden auf: Einige ampliative Argumente sind stärker als andere. Dies wird oft mit Wahrscheinlichkeit erklärt: Die Prämissen machen es wahrscheinlicher, dass die Konklusion wahr ist. Starke ampliative Argumente machen ihre Konklusion sehr wahrscheinlich, aber nicht absolut sicher. Ein Beispiel für ampliatives Denken ist der Schluss von der Prämisse „jeder Rabe in einer Stichprobe von 3200 Raben ist schwarz“ auf die Konklusion „alle Raben sind schwarz“: Die umfangreiche Stichprobe macht die Konklusion sehr wahrscheinlich, schließt aber nicht aus, dass es seltene Ausnahmen gibt. In diesem Sinne ist das ampliative Schließen anfechtbar: Es kann notwendig werden, eine frühere Konklusion zu widerrufen, wenn man neue, damit zusammenhängende Informationen erhält. Ampliatives Schließen ist im alltäglichen Diskurs und in den Wissenschaften weit verbreitet.
Ein wichtiger Nachteil des deduktiven Schließens besteht darin, dass es nicht zu wirklich neuen Informationen führt. Dies bedeutet, dass die Konklusion lediglich Informationen wiederholt, die bereits in den Prämissen enthalten sind. Ampliatives Schließen hingegen geht über die Prämissen hinaus, indem es zu wirklich neuen Informationen gelangt. Eine Schwierigkeit bei dieser Charakterisierung besteht darin, dass sie das deduktive Schließen als nutzlos erscheinen lässt: Wenn Deduktion nicht informativ ist, ist nicht klar, warum sich Menschen damit beschäftigen und sie studieren sollten. Es wurde vorgeschlagen, dass dieses Problem gelöst werden kann, indem zwischen Oberflächen- und Tiefeninformationen unterschieden wird. Nach dieser Auffassung ist deduktives Denken auf der Tiefenebene uninformativ, im Gegensatz zum ampliativen Denken. Dennoch kann sie auf der Oberflächenebene wertvoll sein, indem sie die Informationen in den Prämissen auf eine neue und manchmal überraschende Weise präsentiert.
Ein weit verbreitetes Missverständnis der Beziehung zwischen Deduktion und Induktion identifiziert ihren Unterschied auf der Ebene spezieller und allgemeiner Behauptungen. Nach dieser Auffassung gehen deduktive Schlüsse von allgemeinen Prämissen aus und ziehen eine spezielle Konklusion, während induktive Schlüsse von speziellen Prämissen ausgehen und eine allgemeine Konklusion ziehen. Diese Idee wird oft dadurch motiviert, dass Deduktion und Induktion als zwei inverse Prozesse betrachtet werden, die einander ergänzen: Die Deduktion erfolgt vom Allgemeinen zum Speziellen, während die Induktion vom Speziellen zum Allgemeinen erfolgt. Dies ist jedoch ein Missverständnis, das nicht widerspiegelt, wie gültige Deduktion im Bereich der Logik definiert ist: Eine Deduktion ist gültig, wenn es unmöglich ist, dass ihre Prämissen wahr sind, während ihre Konklusion falsch ist, unabhängig davon, ob die Prämissen oder die Konklusion speziell oder allgemein sind. Aus diesem Grund haben einige deduktive Schlussfolgerungen eine allgemeine Konklusion und einige haben auch spezielle Prämissen.

## In Fachwissenschaften

### Psychologie
Die Psychologie interessiert sich für Deduktion als psychologischen Prozess, d. h. dafür, wie Menschen tatsächlich Schlussfolgerungen ziehen. Die Logik hingegen konzentriert sich auf die deduktive Beziehung der logischen Konsequenz zwischen den Prämissen und der Konklusion oder darauf, wie Menschen Schlussfolgerungen ziehen sollten. Es gibt verschiedene Möglichkeiten, diese Beziehung zu konzeptualisieren.
Es wurden verschiedene psychologische Theorien des deduktiven Schließens vorgeschlagen. Diese Theorien versuchen zu erklären, wie das deduktive Schließen in Bezug auf die zugrunde liegenden psychologischen Prozesse funktioniert. Sie werden häufig verwendet, um empirische Befunde zu erklären, beispielsweise warum menschliche Denker anfälliger für bestimmte Arten von Fehlschlüssen sind als für andere.

#### Allgemeine Psychologie und Kognitionspsychologie
Eine wichtige Unterscheidung besteht zwischen Theorien der mentalen Logik, manchmal auch als Regeltheorien bezeichnet, und Theorien der mentalen Modelle. Theorien der mentalen Logik sehen das deduktive Denken als einen sprachähnlichen Prozess, der durch die Manipulation von Repräsentationen erfolgt. Dies geschieht durch die Anwendung syntaktischer Schlussregeln, ähnlich wie Systeme des natürlichen Schließens ihre Prämissen transformieren, um zu einer Konklusion zu gelangen. Nach dieser Auffassung sind einige Schlussfolgerungen einfacher als andere, da sie weniger Folgerungsschritte beinhalten. Mit dieser Idee lässt sich beispielsweise erklären, warum Menschen mit einigen Schlussfolgerungen, wie dem Modus tollens, mehr Schwierigkeiten haben als mit anderen, wie dem Modus ponens: weil für die fehleranfälligeren Formen keine einfache Schlussregel vorliegt und sie stattdessen durch die Kombination mehrerer Inferenzschritte mit anderen Schlussregeln berechnet werden müssen. In solchen Fällen macht die zusätzliche kognitive Arbeit die Schlussfolgerungen anfälliger für Fehler.
Theorien der mentalen Modelle hingegen gehen davon aus, dass das deduktive Denken durch Modelle oder mentale Repräsentationen in Bezug auf mögliche Zustände der Welt funktioniert, ohne dabei das Medium der Sprache oder Schlussregeln einzubeziehen. Um zu beurteilen, ob eine deduktive Schlussfolgerung gültig ist, konstruiert der Denker gedanklich Modelle, die mit den Prämissen der Schlussfolgerung vereinbar sind. Die Konklusion wird dann geprüft, indem man sich diese Modelle ansieht und versucht, ein Gegenbeispiel zu finden, in dem die Konklusion falsch ist. Der Schluss ist gültig, wenn kein solches Gegenbeispiel gefunden werden kann. Um die kognitive Arbeit zu reduzieren, werden nur solche Modelle dargestellt, in denen die Prämissen wahr sind. Daher erfordert die Bewertung mancher Schlussformen nur die Konstruktion sehr weniger Modelle, während für andere viele verschiedene Modelle erforderlich sind. Im letzteren Fall macht der zusätzlich erforderliche kognitive Aufwand das deduktive Schließen fehleranfälliger, wodurch die beobachtete erhöhte Fehlerrate erklärt wird. Diese Theorie kann auch erklären, warum einige Fehler eher vom Inhalt als von der Form des Arguments abhängen. Wenn beispielsweise die Konklusion eines Arguments sehr plausibel ist, so fehlt den Probanden möglicherweise die Motivation, unter den konstruierten Modellen nach Gegenbeispielen zu suchen.
Sowohl die Theorien der mentalen Logik als auch die Theorien der mentalen Modelle gehen davon aus, dass es einen Allzweck-Denkmechanismus gibt, der für alle Formen des deduktiven Denkens zuständig ist. Es gibt aber auch alternative Erklärungen, die verschiedene spezielle Denkmechanismen für unterschiedliche Inhalte und Kontexte postulieren. In diesem Sinne wurde behauptet, dass Menschen einen speziellen Mechanismus für Rechte und Pflichten besitzen, insbesondere um Betrug im sozialen Austausch zu erkennen. Damit lässt sich erklären, warum Menschen oft gültige Schlüsse erfolgreicher ziehen, wenn die Inhalte menschliches Verhalten in Bezug auf soziale Normen betreffen. Ein weiteres Beispiel ist die sogenannte Dual-Prozess-Theorie. Diese Theorie geht davon aus, dass es zwei verschiedene kognitive Systeme gibt, die für das Schlussfolgern verantwortlich sind. Ihre Wechselbeziehung kann verwendet werden, um häufig beobachtete kognitive Verzerrungen im deduktiven Denken zu erklären. System 1 ist das ältere System in Bezug auf die Evolution. Es basiert auf assoziativem Lernen und läuft schnell und automatisch ab, ohne viele kognitive Ressourcen zu beanspruchen. System 2 hingegen ist jüngeren evolutionären Ursprungs. Es ist langsam und kognitiv anspruchsvoll, aber auch flexibler und unter bewusster Kontrolle. Die Dual-Prozess-Theorie besagt, dass System 1 das Standardsystem ist, das den größten Teil unseres alltäglichen Denkens auf pragmatische Weise leitet. Bei besonders schwierigen Problemen auf der logischen Ebene wird jedoch System 2 eingesetzt. System 2 ist hauptsächlich für das deduktive Denken zuständig.
Die Kognitionspsychologie untersucht die mentalen Prozesse, die für das deduktive Schließen verantwortlich sind. Eines ihrer Themen betrifft die Faktoren, die bestimmen, ob Menschen gültige oder ungültige deduktive Schlüsse ziehen. Ein Faktor ist die Form des Arguments: Beispielsweise sind Menschen erfolgreicher für Argumente der Form Modus ponens als für Modus tollens. Ein weiterer Faktor ist der Inhalt der Argumente: Menschen glauben eher, dass ein Argument gültig ist, wenn die in seiner Konklusion aufgestellte Behauptung plausibel ist. Ein allgemeines Ergebnis ist, dass Menschen bei realistischen und konkreten Fällen tendenziell besser abschneiden als bei abstrakten Fällen. Psychologische Theorien des deduktiven Schließens versuchen, diese Befunde zu erklären, indem sie eine Darstellung der zugrunde liegenden psychologischen Prozesse liefern. Theorien der mentalen Logik besagen, dass deduktives Schließen ein sprachähnlicher Prozess ist, der durch die Manipulation von Repräsentationen unter Verwendung von Schlussregeln erfolgt. Theorien der mentalen Modelle hingegen behaupten, dass deduktives Schließen Modelle möglicher Zustände der Welt beinhaltet, ohne dass Schlussregeln oder Sprache als Medium zum Einsatz kommen. Nach dualen Prozesstheorien des Schließens gibt es zwei qualitativ unterschiedliche kognitive Systeme, die für das logische Denken verantwortlich sind.
Die Fähigkeit zum deduktiven Schließen ist ein wichtiger Aspekt der Intelligenz, und viele Intelligenztests enthalten Aufgaben, die deduktive Schlussfolgerungen erfordern. Aufgrund dieser Beziehung zur Intelligenz ist die Deduktion auch für die Differentielle Psychologie relevant.

#### Kognitionswissenschaft und kognitive Verzerrungen
Die Kognitionswissenschaft untersucht die psychologischen Prozesse, die für das deduktive Schließen verantwortlich sind. Sie befasst sich unter anderem damit, wie gut Menschen darin sind, gültige deduktive Schlussfolgerungen zu ziehen. Dazu gehört die Untersuchung der Faktoren, die ihre Leistung beeinflussen, ihrer Tendenz, Fehlschlüsse zu begehen, und der zugrunde liegenden kognitiven Verzerrungen. Eine bemerkenswerte Erkenntnis in diesem Bereich ist, dass die Art der deduktiven Schlussfolgerung einen erheblichen Einfluss darauf hat, ob die richtige Konklusion gezogen wird. In einer Meta-Analyse von 65 Studien bewerteten beispielsweise 97 % der Probanden Modus-ponens-Schlussfolgerungen korrekt, während die Erfolgsquote für Modus tollens nur 72 % betrug. Andererseits wurden sogar einige Fehlschlüsse, wie die Bejahung des Folgesatzes oder die Verneinung des Vordersatzes, von der Mehrheit der Probanden als gültige Argumente angesehen. Ein wichtiger Faktor für diese Fehlschlüsse ist, ob die Konklusion auf den ersten Blick plausibel erscheint: Je glaubwürdiger die Konklusion, desto höher die Wahrscheinlichkeit, dass ein Proband einen Fehlschluss als ein gültiges Argument ansieht (sog. Belief-Bias). Ebenfalls verbreitet ist die Tendenz, Schlussfolgerungen eher für wahr zu halten, die die eigenen Überzeugungen bestätigen (sog. Bestätigungsfehler, englisch confirmation bias).
Eine wichtige kognitive Verzerrung ist der Matching Bias, der häufig durch die Wason-Auswahlaufgabe (Wason selection task) veranschaulicht wird. In einem oft zitierten Experiment von Peter Wason werden dem Teilnehmer 4 Karten vorgelegt. In einem Fall zeigen die sichtbaren Seiten die Symbole D, K, 3 und 7 auf den verschiedenen Karten. Dem Teilnehmer wird gesagt, dass „jede Karte, die auf der einen Seite ein D hat, auf der anderen Seite eine 3 hat“. Die Aufgabe besteht darin, herauszufinden, welche Karten umgedreht werden müssen, um diese konditionale Behauptung zu bestätigen oder zu widerlegen. Die richtige Antwort, die nur von etwa 10 % gegeben wird, sind die Karten D und 7. Viele wählen stattdessen die Karte 3, obwohl die konditionale Behauptung keine Anforderungen daran stellt, welche Symbole auf der gegenüberliegenden Seite von Karte 3 zu finden sind. Dieses Ergebnis kann sich jedoch drastisch ändern, wenn andere Symbole verwendet werden: Auf den sichtbaren Seiten sind „Bier trinken“, „Cola trinken“, „16 Jahre alt“ und „22 Jahre alt“ abgebildet, und die Teilnehmer sollen die Behauptung „Wenn eine Person Bier trinkt, dann muss sie über 19 Jahre alt sein“ bewerten. In diesem Fall haben 74 % der Teilnehmer richtig erkannt, dass die Karten „Bier trinken“ und „16 Jahre alt“ umgedreht werden müssen. Diese Ergebnisse deuten darauf hin, dass das deduktive Denkvermögen stark vom Inhalt der betreffenden Behauptungen und nicht nur von der abstrakten logischen Form der Aufgabe beeinflusst wird: Je realistischer und konkreter die Fälle sind, desto besser schneiden die Probanden tendenziell ab.
Eine weitere kognitive Verzerrung wird als „negative conclusion bias“ bezeichnet. Sie tritt auf, wenn eine der Prämissen die Form einer negativen materialen Implikation hat, wie in „Wenn die Karte links kein A hat, dann hat sie rechts eine 3. Die Karte hat rechts keine 3.  Daher hat die Karte links ein A“. Die erhöhte Tendenz, die Gültigkeit dieser Art von Argument falsch einzuschätzen, ist für positive materielle Implikationen nicht vorhanden, wie in „Wenn die Karte links ein A hat, dann hat sie rechts eine 3. Die Karte hat rechts keine 3. Daher hat die Karte links kein A“.

### Philosophie

#### Erkenntnistheorie
Deduktives Denken spielt in der Erkenntnistheorie eine wichtige Rolle. Die Erkenntnistheorie befasst sich mit der Frage der Rechtfertigung, d. h. sie will aufzeigen, welche Glaubenshaltungen gerechtfertigt sind und warum. Deduktive Schlüsse sind in der Lage, die Rechtfertigung der Prämissen auf die Konklusion zu übertragen. Während die Logik also an der wahrheitserhaltenden Natur der Deduktion interessiert ist, ist die Erkenntnistheorie an der rechtfertigungserhaltenden Natur der Deduktion interessiert. Es gibt verschiedene Theorien, die zu erklären versuchen, warum deduktives Schließen rechtfertigungserhaltend ist. Dem Reliabilismus zufolge ist dies der Fall, weil Deduktionen wahrheitserhaltend sind: Sie sind zuverlässige Prozesse, die eine wahre Konklusion gewährleisten, wenn die Prämissen wahr sind. Einige Theoretiker vertreten die Auffassung, dass der Denker sich der wahrheitserhaltenden Natur der Schlussfolgerung ausdrücklich bewusst sein muss, damit die Rechtfertigung von den Prämissen auf die Konklusion übertragen werden kann. Eine Folge dieser Ansicht ist, dass diese deduktive Übertragung bei kleinen Kindern nicht stattfindet, da ihnen dieses spezifische Bewusstsein fehlt.

#### Wissenschaftstheorie
Die Auffassung, dass Deduktion und Induktion komplementäre Elemente der wissenschaftlichen Wahrheitsfindung sind, ist auch bestritten worden, am prominentesten von Karl Popper. Ihm zufolge handelt es sich bei der Induktion nicht um ein Beweisverfahren. Allgemeine Regeln werden in Poppers Falsifikationismus nicht nach bestimmten induktiven Regeln aus der Empirie hergeleitet, solche Regeln sind ihm zufolge bestenfalls Heuristiken für das Finden allgemeiner Hypothesen. Alle Schlüsse, die in der Wissenschaft gezogen werden, sind für ihn daher rein deduktiv, auch Schlüsse vom Besonderen auf das Allgemeine: Diese erfolgen im modus tollens, beispielsweise wenn eine allgemeine Hypothese oder Theorie, ausgehend von einer beobachteten Einzeltatsache, falsifiziert wird.
In den Naturwissenschaften müssen durch Deduktion ermittelte Vorhersagen empirisch überprüfbar sein, um einen wissenschaftlichen Wert zu besitzen. Wenn die Beobachtungen nicht mit den Vorhersagen übereinstimmen, muss die Theorie angepasst oder verworfen werden.
Die deduktive Methode wird allgemein aber nicht für die einzige Methode der Gewinnung neuer wissenschaftlicher Erkenntnisse gehalten. Solch eine Methode muss stets von Prämissen ausgehen, die ihrerseits als wahr zu beweisen sind, hypothetisch als wahr vorausgesetzt werden oder axiomatisch als wahr gesetzt sind. Selbst wenn sich solche Prämissen wiederum aus anderen Prämissen deduktiv ableiten lassen, muss diese Beweiskette doch irgendwo beginnen (siehe: Infiniter Regress).
Die Wissenschaft muss zu Beweisverfahren greifen, die nicht-deduktiver Natur sind, denen also intensionale Beziehungen zugrunde liegen. Es handelt sich dabei also um empirische Verfahren, welche Erkenntnisse durch Beobachtung und Experimente gewinnen. Die logische Verarbeitung der Ergebnisse der Praxis zu wissenschaftlichen Aussagen oder gar Gesetzen geschieht mit der reduktiven Methode.

### Mathematische Logik und formale Systeme
Innerhalb der modernen mathematischen Logik und aller formalen Systeme wird ein möglichst durchgehender Aufbau mit deduktiven Prinzipien angestrebt. Auch die Mathematik liegt weitgehend in deduktivem Aufbau vor und wird vorwiegend so gelehrt; d. h. ihre Ergebnisse werden aus Axiomensystemen formal abgeleitet. Deduktive Geschlossenheit ist ein wesentliches Merkmal formaler Beweise in der Mathematik. Die mathematischen Verfahren der vollständigen Induktion und der transfiniten Induktion sind entgegen ihren Bezeichnungen deduktive Verfahren.

#### Entscheidbarkeit
Es gibt logische Systeme, in denen Ausdrücke auftreten, die zwar mit den Hilfsmitteln dieses Systems formuliert werden können, in ihm aber nicht entscheidbar sind. Deduktive und reduktive Schlussweisen werden in ihrer einfachen Struktur nur selten angewandt. Das tatsächlich wissenschaftliche Ableiten ist ein komplexes System von deduktiven, reduktiven und heuristischen Verfahren.

## Verwandte Konzepte und Theorien

### Deduktivismus
Der Deduktivismus ist eine philosophische Position, die deduktiven Denkformen oder Argumenten Vorrang vor ihren nicht-deduktiven Gegenstücken einräumt. Er wird oft als die bewertende Behauptung verstanden, dass nur deduktive Schlüsse gute oder richtige Schlüsse sind. Diese Theorie hätte weitreichende Folgen für verschiedene Bereiche, da sie impliziert, dass die Regeln der Deduktion „der einzige akzeptable Beweisstandard“ sind. Auf diese Weise wird die Rationalität oder Korrektheit der verschiedenen Formen des induktiven Schließens geleugnet. Einige Formen des Deduktivismus drücken dies in Bezug auf den Grad der Rationalität oder Wahrscheinlichkeit aus. Bei induktiven Schlussfolgerungen wird in der Regel davon ausgegangen, dass sie ein gewisses Maß an Unterstützung für ihre Konklusion bieten: Sie machen es wahrscheinlicher, dass ihre Konklusion wahr ist. Der Deduktivismus besagt, dass solche Schlussfolgerungen nicht rational sind: Die Prämissen gewährleisten entweder ihre Konklusion, wie beim deduktiven Schließen, oder sie bieten überhaupt keine Unterstützung.
Eine Motivation für den Deduktivismus ist das von David Hume eingeführte Induktionsproblem. Es besteht in der Herausforderung zu erklären, wie oder ob induktive Schlüsse, die auf vergangenen Erfahrungen beruhen, Konklusionen über zukünftige Ereignisse unterstützen. Zum Beispiel erwartet ein Huhn aufgrund all seiner vergangenen Erfahrungen, dass die Person, die seinen Stall betritt, es füttern wird, bis die Person ihm eines Tages „schließlich stattdessen den Hals umdreht“. Nach dem Falsifikationismus von Karl Popper ist deduktives Schließen allein ausreichend. Das liegt an seiner wahrheitserhaltenden Natur: Eine Theorie kann falsifiziert werden, wenn eine ihrer deduktiven Konsequenzen falsch ist. Während also induktives Schließen keine positiven Beweise für eine Theorie liefert, bleibt die Theorie dennoch ein ernstzunehmender Kandidat, bis sie durch empirische Beobachtungen falsifiziert wird. In diesem Sinne reicht die Deduktion allein aus, um zwischen konkurrierenden Hypothesen darüber, was der Fall ist, zu unterscheiden. Der Hypothetico-Deduktivismus ist eine eng verwandte wissenschaftliche Methode, nach der die Wissenschaft durch die Formulierung von Hypothesen voranschreitet und dann darauf abzielt, diese zu falsifizieren, indem sie versucht, Beobachtungen zu machen, die ihren deduktiven Konsequenzen zuwiderlaufen.

### Natürliches Schließen
Der Begriff „natürliches Schließen“ bezieht sich auf eine Klasse von Beweissystemen, die auf selbstverständlichen Schlussregeln beruhen. Die ersten Systeme des natürlichen Schließens wurden von Gerhard Gentzen und Stanisław Jaśkowski in den 1930er Jahren entwickelt. Deren Hauptmotivation bestand darin, eine einfache Darstellung des deduktiven Denkens zu geben, die genau widerspiegelt, wie das Denken tatsächlich abläuft. In diesem Sinne steht das natürliche Schließen im Gegensatz zu anderen, weniger intuitiven Beweissystemen, wie z. B. deduktiven Systemen im Hilbert-Stil, die Axiomschemata verwenden, um logische Wahrheiten auszudrücken. Das natürliche Schließen hingegen vermeidet Axiomschemata, indem sie viele verschiedene Schlussregeln enthält, die zur Formulierung von Beweisen verwendet werden können. Diese Schlussregeln drücken aus, wie sich logische Konstanten verhalten. Sie werden oft in Einführungsregeln und Beseitigungsregeln unterteilt. Einführungsregeln legen fest, unter welchen Bedingungen eine logische Konstante in einen neuen Satz des Beweises eingeführt werden darf. Beispielsweise lautet die Einführungsregel für die logische Konstante „{\displaystyle \land }“ (und): „{\displaystyle {\tfrac {A,B}{(A\land B)}}}“.  Sie drückt aus, dass man aus den Prämissen „{\displaystyle A}“ und „{\displaystyle B}“ einzeln die Konklusion „{\displaystyle A\land B}“ ziehen und damit in den Beweis aufnehmen kann. Auf diese Weise wird das Symbol „{\displaystyle \land }“ in den Beweis eingeführt. Die Entfernung dieses Symbols unterliegt anderen Schlussregeln, wie z. B. der Beseitigungsregel „{\displaystyle {\tfrac {(A\land B)}{A}}}“, die besagt, dass man den Satz „{\displaystyle A}“ aus der Prämisse „{\displaystyle (A\land B)}“ ableiten kann. Ähnliche Einführungs- und Beseitigungsregeln gibt es auch für andere logische Konstanten, wie den Aussagenoperator „{\displaystyle \lnot }“, die Aussagenkonnektoren „{\displaystyle \lor }“ und „{\displaystyle \rightarrow }“, und die Quantoren „{\displaystyle \exists }“ und „{\displaystyle \forall }“.
Der Fokus auf Schlussregeln anstelle von Axiomschemata ist ein wichtiges Merkmal des natürlichen Schließens. Es besteht jedoch keine allgemeine Einigkeit darüber, wie das natürliche Schließen zu definieren ist. Einige Theoretiker vertreten die Auffassung, dass alle Beweissysteme mit diesem Merkmal Formen des natürlichen Schließens sind. Dazu gehören verschiedene Formen von Sequenzenkalkülen oder Baumkalkülen. Andere Theoretiker verwenden den Begriff jedoch in einem engeren Sinne, beispielsweise um sich auf die von Gentzen und Jaskowski entwickelten Beweissysteme zu beziehen. Aufgrund seiner Einfachheit wird das natürliche Schließen häufig für den Logikunterricht verwendet.

### Geometrische Methode
Die geometrische Methode ist eine Methode der Philosophie, die auf deduktivem Schließen beruht. Sie geht von einer kleinen Menge selbstverständlicher Axiome aus und versucht, ein umfassendes logisches System aufzubauen, das nur auf deduktiven Schlüssen aus diesen ersten Axiomen basiert. Sie wurde ursprünglich von Baruch Spinoza in seiner Ethik formuliert und erlangte in verschiedenen rationalistischen philosophischen Systemen der Neuzeit Bedeutung. Ihr Name leitet sich von den Formen der mathematischen Beweisführung in der traditionellen Geometrie ab, welche oft auf Axiomen, Definitionen und abgeleiteten Theoremen beruht. Eine wichtige Motivation der geometrischen Methode besteht darin, den philosophischen Skeptizismus zu widerlegen, indem man das eigene philosophische System auf absolut sichere Axiome gründet. Das deduktive Schließen ist aufgrund seiner notwendigerweise wahrheitserhaltenden Natur von zentraler Bedeutung für dieses Unterfangen. Auf diese Weise wird die zunächst nur in die Axiome investierte Gewissheit auf alle Teile des philosophischen Systems übertragen.
Eine wiederkehrende Kritik an philosophischen Systemen, die mit der geometrischen Methode aufgebaut wurden, ist, dass ihre anfänglichen Axiome nicht so selbstverständlich oder sicher sind, wie ihre Verteidiger behaupten. Dieses Problem liegt jenseits des deduktiven Denkens selbst, welches nur sicherstellt, dass die Konklusion wahr ist, wenn die Prämissen wahr sind, nicht aber, dass die Prämissen selbst wahr sind. Beispielsweise wurde Spinozas philosophisches System auf diese Weise kritisiert, basierend auf Einwänden gegen das kausale Axiom, d. h. dass „die Erkenntnis einer Wirkung von der Erkenntnis ihrer Ursache abhängt und diese beinhaltet“. Eine andere Kritik richtet sich nicht gegen die Prämissen, sondern gegen die Ableitungen selbst, welche manchmal implizit Prämissen voraussetzen, die ihrerseits nicht selbstverständlich sind.